# Funakoshi Gigō
Funakoshi Gigo (Nhật: 船越義豪, tiếng Nhật: Funakoshi Gigo, Funakoshi Yoshitaka) (1906-1945) là con trai thứ ba của Funakoshi Gichin và được ghi nhận rộng rãi với phát triển nền tảng của phong cách  Shotokan Karate hiện đại.

## Tuổi trẻ
Gigo Funakoshi sinh ra ở Okinawa và được chẩn đoán mắc bệnh lao từ năm 7 tuổi. Ông ốm yếu từ khi còn nhỏ và bắt đầu nghiên cứu chính thức về karate-do ở tuổi mười hai như một phương tiện để cải thiện sức khỏe. Trong những năm đầu, Gichin Funakoshi thường đưa Gigo cùng anh đi tập huấn cùng Yasutsune Itosu. Gigo chuyển từ Okinawa đến Tokyo cùng với cha mình khi ông 17 tuổi và sau đó trở thành một bác sĩ X quang của Bộ phận Tư vấn Y tế và Vật lý của Bộ Giáo dục.

## Sự nghiệp phát triển Karate
Khi Shihan của cha mình (trợ lý hướng dẫn cao cấp) Takeshi Shimoda qua đời, Gigo đã đảm nhận vị trí của mình trong tổ chức Shotokan giảng dạy ở nhiều trường đại học khác nhau. Gichin Funakoshi đã biến karate từ một kỹ thuật chiến đấu tự vệ thuần túy thành một môn võ triết học Dō (cách sống), hay gendai budo, nhưng con trai của ông Gigō bắt đầu phát triển một kỹ thuật karate Nhật Bản tách rời khỏi địa phương. Nghệ thuật Okinawa. Giữa năm 1936 và 1945, Gigo đã mang đến cho nó một hương vị Nhật Bản hoàn toàn khác biệt và mạnh mẽ dựa trên nghiên cứu về kendo hiện đại (cách thức của thanh kiếm Nhật Bản) và Iaido (cách vẽ thanh kiếm Nhật Bản) theo Sensei Nakayama Hakudō. Công trình của Gigo về phát triển Karate Nhật Bản chủ yếu được phổ biến bởi các bậc thầy Shigeru Egami và Genshin Hironishi, người sau này đã hình thành nên phong cách karate shotokai.

## Cách tân trong phong cách
Thông qua vị trí giảng dạy và hiểu biết về võ thuật Nhật Bản, Gigō trở thành người sáng tạo kỹ thuật của karate shotokan hiện đại. Năm 1946, cuốn sách Karate Do Nyumon của Gigo và Gichin Funakoshi đã được phát hành. Gigo đã viết phần kỹ thuật, trong khi cha anh, Gichin viết phần mở đầu và phần lịch sử.
Trong khi nghệ thuật cổ xưa của To-de và shuri-te nhấn mạnh việc sử dụng và phát triển phần thân trên, các đòn tấn công mở, khoảng cách ngắn, khóa khớp, vật lộn cơ bản, điểm nhấn, sử dụng cú đá phía trước và các biến thể của nó, Gigō đã phát triển các kỹ thuật nổi bật đường dài bằng cách sử dụng các tư thế thấp được tìm thấy trong kendo và Iaido kata kiểu cũ. Gigo cũng phát triển những cú đá cao hơn bao gồm cả mawashi geri (đá vòng), yoko geri kekomi (đá bên đẩy), yoko geri keage (đá bên hông), fumikiri (đá bên cạnh hướng vào mục tiêu mềm), ura mawashi geri (đá xoay vòng tứ kết trước một số tín dụng Kase- Sensei với việc tạo ra kỹ thuật này), ushiro ura mawashi geri (đá xoay 360 độ) và ushiro geri kekomi (đá lùi mạnh mẽ). Yoshitaka đặc biệt được biết đến với những tư thế sâu và kỹ thuật đá bóng, và anh ấy đã giới thiệu fudo dachi (tư thế bắt nguồn / tư thế bất động), yoko geri (đá bên) và mae geri (đá trước) cho phong cách Shotokan. Tất cả những kỹ thuật này đã trở thành một phần của kho vũ khí vốn đã lớn được mang từ các phong cách cổ xưa của Okinawa. Một sự thay đổi lớn khác của Gigo là việc giới thiệu Kiba Dachi thay vì Shiko Dachi và thực hiện Kokutsu Dachi (mà anh ta lấy từ đấu kiếm cổ điển Nhật Bản hoặc " kenjutsu ") thay vì lập trường Neko Ashi Dachi trong Shotokan Kata.
Các kỹ thuật đá của Gigo đã được thực hiện với một động tác nâng đầu gối cao hơn nhiều so với các kiểu trước đây và việc sử dụng hông được nhấn mạnh. Các phát triển kỹ thuật khác bao gồm việc chuyển thân mình sang vị trí nửa mặt (hanmi) khi chặn và đẩy chân sau và hông khi thực hiện các kỹ thuật. Những điều chỉnh này cho phép thực hiện một cuộc tấn công xuyên thấu với toàn bộ cơ thể thông qua sự liên kết cơ thể chính xác.
Phong cách kumite (chiến đấu) của Gigō là tấn công mạnh mẽ và nhanh chóng, sử dụng tư thế thấp và tấn công dài, kỹ thuật xích và quét chân (lấy từ Kendo và Judo kiểu cũ). Việc tích hợp những thay đổi này vào phong cách Shotokan ngay lập tức tách Shotokan khỏi karate Okinawa. Gigo cũng nhấn mạnh việc sử dụng oi tsuki và gyaku tsuki. Các buổi tập trong võ đường của anh ấy rất mệt mỏi và trong thời gian này, Gigo mong các học sinh của mình sẽ cung cấp năng lượng gấp đôi so với những gì họ sẽ đưa vào một cuộc đối đầu thực sự. Ông dự kiến việc huấn luyện quá mức này sẽ chuẩn bị cho họ một tình huống chiến đấu thực sự, nếu nó phát sinh.

## Cuối đời
Điều kiện sống khó khăn trong Thế chiến II đã làm suy yếu Gigo, nhưng anh vẫn tiếp tục tập luyện. Ông qua đời vì bệnh lao ở tuổi 39 vào ngày 24 tháng 11 năm 1945, tại Tokyo, Nhật Bản.